# Vladimir Kozlov (football)
Pour les articles homonymes, voir Vladimir Kozlov.
Vladimir Vladimirovitch Kozlov (en russe : Владимир Владимирович Козлов) est un footballeur international soviétique et entraîneur de football russe né le 4 mars 1946 à Moscou.

## Biographie
Né et formé à Moscou, Vladimir Kozlov intègre durant sa jeunesse les rangs du CSKA Moscou avant de faire ses débuts professionnels sous les couleurs du Lokomotiv Moscou durant la saison 1966. Il joue ainsi son premier match contre le Tchernomorets Odessa le 10 avril 1966, à l'âge de 20 ans, et marque son premier but le 9 mai face au Spartak Moscou. Il inscrit en tout 14 buts en 35 rencontres de championnat pour sa première saison, se classant cinquième meilleur buteur de la compétition.
Recruté en 1967 par le Dynamo Moscou, il prend cette année-là part à la finale de la coupe d'Union soviétique, entrant en fin de rencontre tandis que les siens s'imposent face au CSKA Moscou. En championnat il apparaît à 18 reprises et marque cinq fois tandis que le Dynamo termine deuxième. Il est buteur à quatorze reprises au cours de la saison 1968, terminant ainsi quatrième au classement des buteurs. Ses prestations lui valent de plus d'être appelé en équipe nationale avec laquelle il joue un match amical contre l'Autriche le 16 juin 1968.
Moins utilisé en 1969, il retrouve sa forme lors de l'exercice 1970 durant laquelle il marque quinze buts en championnat, terminant deuxième meilleur buteur derrière Givi Nodia et aidant le Dynamo à accrocher le CSKA Moscou à la tête du classement, avant d'être finalement vaincu à l'issue du barrage pour le titre. Il remporte malgré tout sa deuxième coupe nationale au cours de l'été 1970 en battant le Dinamo Tbilissi en finale. Il participe par la suite à la campagne du club dans la Coupe des coupes entre 1971 et 1972, se démarquant notamment lors des premiers tours en inscrivant quatre buts lors des confrontations contre l'Olympiakos puis l'Eskişehirspor. Il ne dispute cependant pas les dernières phases de la compétition en raison d'une blessure, tandis que les siens sont finalement vaincus par les Glasgow Rangers en finale.
Progressivement moins utilisé dans les années qui suivent, Kozlov prend malgré tout part à la Coupe UEFA en 1974, marquant un but contre l'Östers IF. Il connaît également sa deuxième et dernière sélection en équipe nationale le 6 octobre 1973 face à l'Angleterre. Il reste cependant totalement inutilisé au cours de l'année 1976, ne prenant ainsi pas part au titre de champion du Dynamo à l'issue de la phase printanière. Il prend sa retraite à l'issue de cette dernière année à l'âge de 30 ans et devient par la suite entraîneur au sein du centre de formation du club.

## Statistiques
| Saison                | Club                  | Championnat           | Championnat | Championnat | Coupe(s) nationale(s) | Coupe(s) nationale(s) | Compétition(s) continentale(s) | Compétition(s) continentale(s) | Compétition(s) continentale(s) | Total | Total |
| Saison                | Club                  | Division              | M.          | B.          | M.                    | B.                    | Comp.                          | M.                             | B.                             | M.    | B.    |
| 1966                  | Lokomotiv Moscou      | D1                    | 35          | 14          | 1                     | 1                     | -                              | -                              | -                              | 36    | 15    |
| Sous-total            | Sous-total            | Sous-total            | 35          | 14          | 1                     | 1                     | -                              | -                              | -                              | 36    | 15    |
| 1967                  | Dynamo Moscou         | D1                    | 18          | 5           | 3                     | 1                     | -                              | -                              | -                              | 21    | 6     |
| 1968                  | Dynamo Moscou         | D1                    | 37          | 14          | 2                     | 1                     | -                              | -                              | -                              | 39    | 15    |
| 1969                  | Dynamo Moscou         | D1                    | 14          | 5           | 2                     | 0                     | -                              | -                              | -                              | 16    | 5     |
| 1970                  | Dynamo Moscou         | D1                    | 31          | 15          | 6                     | 0                     | -                              | -                              | -                              | 37    | 15    |
| 1971                  | Dynamo Moscou         | D1                    | 21          | 3           | 4                     | 1                     | C2                             | 4                              | 4                              | 29    | 8     |
| 1972                  | Dynamo Moscou         | D1                    | 15          | 7           | 2                     | 0                     | C2                             | 1                              | 0                              | 18    | 7     |
| 1973                  | Dynamo Moscou         | D1                    | 12          | 3           | 5                     | 3                     | -                              | -                              | -                              | 17    | 6     |
| 1974                  | Dynamo Moscou         | D1                    | 17          | 2           | 4                     | 4                     | C3                             | 3                              | 1                              | 24    | 7     |
| 1975                  | Dynamo Moscou         | D1                    | 15          | 4           | -                     | -                     | -                              | -                              | -                              | 15    | 4     |
| 1976                  | Dynamo Moscou         | D1                    | -           | -           | -                     | -                     | -                              | -                              | -                              | 0     | 0     |
| Sous-total            | Sous-total            | Sous-total            | 180         | 58          | 28                    | 10                    | -                              | 8                              | 5                              | 216   | 73    |
| Total sur la carrière | Total sur la carrière | Total sur la carrière | 215         | 72          | 29                    | 11                    | -                              | 8                              | 5                              | 252   | 88    |

## Palmarès
Dynamo Moscou
- Championnat d'Union soviétique :
  - Vice-champion : 1967 et 1970.

- Coupe d'Union soviétique (2) :
  - Vainqueur : 1967 et 1970.